# Dokažte mi vinu
Dokažte mi vinu je americké komediální drama z roku 2006. Režisérem filmu byl Sidney Lumet, hlavní roli ztvárnil Vin Diesel.

## Obsazení
| Vin Diesel          | Jackie DiNorscio        |
| Peter Dinklage      | Ben Klandis             |
| Linus Roache        | Sean Kierney            |
| Ron Silver          | Soudce Sidney Finestein |
| Alex Rocco          | Nick Calabrese          |
| Richard Portnow     | Max Novardis            |
| Jerry Adler         | Rizzo                   |
| Raúl Esparza        | Tony Campagna           |
| Aleksa Palladino    | Marina DiNorscio        |
| Annabella Sciorra   | Bella DiNorscio         |
| Robert Stanton      | Chris Newberger         |
| Marcia Jean Kurtz   | Sara Stilesová          |
| Frank Pietrangolare | Carlo Mascarpone        |
| Jerry Grayson       | Jimmy „Žid“ Katz        |
| Richard DeDomenico  | Tom „Nappy“ Napoli      |
| Paul Borghese       | Gino Mascarpone         |

## Děj
Velká část filmu se odehrává v soudní síni. Hlavní postavou filmu je italský mafián Jackie DiNorscio, kterého ztvárnil Vin Diesel. Ten je spolu s celou svou širokou italskou rodinou postaven před soud a obviněn z organizovaného zločinu. Upřímný a dobromyslný Jackie se rozhodne hájit se sám. Mezi ostatními profesionálními právníky proto často působí směšně a svou bezprostředností si získá jak zastánce, tak odpůrce. Soudní řízení s velkým množstvím svědků obžaloby se táhne mnoho měsíců.